# Dariusz Kozubek
Dariusz Kozubek (ur. 11 kwietnia 1975 w Kielcach) – polski piłkarz grający na pozycji pomocnika oraz trener piłkarski.

## Kariera zawodnicza
Dariusz Kozubek rozpoczynał swoją piłkarska karierę w Koronie Kielce. W sezonie 1996/1997 awansował z tym zespołem do drugiej ligi i przez następne dwa lata wystąpił na boiskach zaplecza pierwszej ligi w 48 meczach. Wykazał się również dużym instynktem strzeleckim, bo aż piętnaście razy trafiał do siatki rywali. Wiosną 2000 roku grał w Górniku Łęczna, zaś jesienią w KSZO Ostrowiec Świętokrzyski.
W 2001 roku Kozubek podpisał kontrakt z Ceramiką Opoczno i w rundzie wiosennej sezonu 2000/01 wystąpił w sześciu ligowych spotkaniach w których zdobył jednego gola. W kolejnych rozgrywkach był podstawowym zawodnikiem swojego zespołu i z ośmioma bramkami na koncie został obok Andrzeja Sawickiego najlepszym strzelcem Ceramiki.
Przed sezonem 2002/2003 Kozubek przeniósł się do beniaminka pierwszej ligi – Szczakowianki Jaworzno. W najwyższej polskiej klasie rozgrywkowej zadebiutował 4 sierpnia 2002 roku w spotkaniu z Wisłą Kraków. W meczu z Białą Gwiazdą strzelił również swojego pierwszego gola który dał piłkarzom Szczakowianki remis 1:1. W piątej kolejce zdobył dwie bramki w pojedynku z warszawską Polonią i w znacznym stopniu przyczynił się do zwycięstwa swojego zespołu. Następnie trafiał również w spotkaniach z Widzewem, Lechem Poznań oraz Ruchem Chorzów (w 89 minucie na wagę remisu 1:1). Szczakowianka w lidze uplasowała się z dorobkiem 31 punktów na trzynastym miejscu w tabeli. W barażach w których spotkała się ze Świtem Nowy Dwór Mazowiecki okazała się lepsza, jednak w wyniku ujawnienia korupcji została karnie zdegradowana. Kozubek zagrał przez pełne 90 minut w obydwu barażowych meczach, zaś w pierwszej lidze wystąpił w 29 spotkaniach i strzelił sześć goli. Latem 2003 roku piłkarzem interesowała się Wisła Kraków, ale do transferu nie doszło.
W sezonie 2003/2004 Kozubek nadal był podstawowym zawodnikiem swojego klubu. Strzelił ważnego gola w meczu z Piastem Gliwice, oraz dwukrotnie trafiał do siatki rywala w spotkaniu z Tłokami Gorzyce w 24 kolejce. W styczniu przedłużył kontrakt ze swoim klubem. Działacze Odry Wodzisław Śląski twierdzili jednak, że piłkarz podpisał umowę z ich klubem i oczekiwali go na poniedziałkowym, pierwszym po świątecznej przerwie, treningu. Za podpisanie dwóch kontraktów jednocześnie, groziła mu dyskwalifikacja ze strony PZPN. Ostatecznie Kozubek pozostał w Szczakowiance. Łącznie wystąpił w 31 pojedynkach i zdobył sześć goli. Szczakowianka zajęła w rozgrywkach drugiej ligi wysokie piąte miejsce. W rundzie jesiennej sezonu 2004/2005 regularnie grał w pierwszym składzie, jednak nie wykazywał już takiej skuteczności jak w poprzednich latach – w szesnastu ligowych pojedynkach ani razu nie wpisał się na listę strzelców. 26 października 2004 roku strzelił klasycznego hat-tricka w wygranym 9:2 meczu pucharu Polski z Tłokami.
Na rundę wiosenną sezonu 2004/2005 Kozubek powrócił do swojego macierzystego klubu – Korony Kielce. 31 maja 2005 roku, w spotkaniu 31 kolejki z GKSem Bełchatów w 74 minucie zdobył gola na wagę trzech punktów i zapewnił Koronie pierwszy, historyczny awans do pierwszej ligi. W rundzie jesiennej sezonu 2005/2006 wystąpił w ośmiu meczach Orange Ekstraklasy, po czym został wypożyczony do Polonii Warszawa w której grał regularnie. Po powrocie do Kielc, przez rok występował w rezerwach Korony w których strzelił cztery gole w trzeciej lidze.
Ze względu na brak miejsca w pierwszej drużynie Korony, Kozubek odszedł do Zagłębia Sosnowiec. W jego barwach zadebiutował pod koniec lipca 2007 roku w spotkaniu z Lechem Poznań. Przez całą rundę jesienną był podstawowym zawodnikiem beniaminka Orange Ekstraklasy i wystąpił w 11 ligowych spotkaniach. 4 stycznia 2008 roku rozwiązał kontrakt z Zagłębiem. Następnie został zawodnikiem trzecioligowej Concordii Piotrków Trybunalski w której barwach zagrał wiosną ośmiokrotnie. W rundzie jesiennej sezonu 2008/2009 był graczem Pelikana Łowicz.
W lutym 2009 roku Kozubek związał się roczną umową ze swoim macierzystym zespołem – Koroną Kielce. W barwach Złocisto-krwistych zagrał wiosną jedynie w pięciu meczach (z Widzewem, Podbeskidziem, Turem, Wartą i Flotą). Pięciokrotnie wystąpił również w spotkaniach rezerw kieleckiego zespołu. Korona w lidze zajęła trzecie miejsce i uzyskała prawo gry w barażach. W lipcu, dzięki decyzji Komisji ds. Nagłych PZPN bezpośrednio awansowała do Ekstraklasy. W sezonie 2009/2010 nie rozegrał żadnego spotkania na najwyższym szczeblu rozgrywek. Wystąpił za to w trzech meczach Młodej Ekstraklasy, w których był chwalony za ogromne zaangażowanie. 31 grudnia jego kontrakt z Koroną wygasł i stał się wolnym zawodnikiem.
Pod koniec grudnia 2009 roku, gdy wiadomo było, że Korona Kielce nie przedłuży z Kozubkiem umowy, trener Broni Radom, Artur Kupiec, dążył do pozyskania doświadczonego pomocnika. Zawodnik był jednak kontuzjowany i na przyjazd do Radomia musiał czekać do lutego. Wówczas związał się umową z nowym zespołem.

## Kariera trenerska
Od lipca 2014 roku Dariusz Kozubek jest grającym trenerem Klubu Sportowego Spartakus Daleszyce.